# Hohleichengraben
Der Hohleichengraben ist ein etwa anderthalb Kilometer langer Waldbach in der Stadtgemarkung von Würzburg, der aus südsüdöstlicher Richtung kommend von rechts in den Göckersgraben mündet.

## Geographie

### Verlauf
Der Hohleichengraben entsteht im südwestlichen Maindreieck auf der  Marktheidenfelder Platte  westsüdwestlich des Würzburger Stadtteiles Heidingsfeld im Würzburger Stadtwald auf einer Höhe von etwa 310 m ü. NN und etwa zweihundert Meter nördlich der E 43.
Er fließt zu Anfang nordöstlich und zieht in einem sanften Linksbogen durch den Wald. Schließlich mündet er auf einer Höhe von etwa 228 m ü. NN am Westhang des Unglücksberges (ca. 328 m ü. NN) von rechts und aus zuletzt südsüdöstlicher Richtung in den aus dem Südwesten heranfließenden Göckersgraben, dessen Lauf die Gemarkungsgrenze zum gegenüber liegenden gemeindefreien Guttenberger Wald folgt und der wenig abwärts selbst bald mündet.

### Einzugsgebiet
Der Hohleichengraben entwässert etwa 1,4 km² des Würzburger Stadtwaldes in insgesamt nördlicher Richtung zum Göckersgraben. Jenseits der östlichen Wasserscheide auf dem Unglücksberg gibt es vor dem recht weit entfernten Main keinen offen laufenden Konkurrenten. Hinter der südlichen etwa auf der Trasse der Autobahn, wo auf etwa 348 m ü. NN auch der höchste Punkt im Einzugsgebiet liegt, fließt der ebenfalls weit entfernte Reichenberger Bach, der Oberlauf des Zwischengemäuer Bachs, nordöstlich zum Main in Heidingsfeld. Die nordwestliche trennt vom eigenen Einzugsgebiet des aufnehmenden Göckersgrabens, der nirgends auch nur 900 Meter entfernt ist.